# Magical Girl of the End
Magical Girl of the End (魔法少女・オブ・ジ・エンド, Mahō shōjo obu ji endo) est un shōnen manga de Kentarō Satō, prépublié dans le magazine Bessatsu Shōnen Champion depuis juin 2012 et publié par l'éditeur Akita Shoten en volumes reliés depuis janvier 2013. La version française est éditée par Akata dans la collection « WTF?! » depuis mai 2014. 
Une autre série de l'auteur parlant de magical girl de façon sombre et horrifique, Magical Girl Site (魔法少女サイト, Mahō shōjo saito), est prépubliée depuis juillet 2013 sur le magazine en ligne Champion Tap de l'éditeur Akita Shoten et publiée depuis mars 2014. La version française est éditée par Akata à partir de juin 2015.

## Synopsis
Kii Kogami, un jeune première année, nous raconte la passionnante histoire de sa routine de tous les jours. Alors qu'il commença sa journée par "Comme d'habitude...", il regrette ses mots en voyant une jeune fillette étrange et gothique, exploser la tête de l'un de ses professeurs. 
Rapidement, il comprendra que cette monstresse est appelé "Magical Girl" et qu'elle ne semble pas seule à faire des carnages de sang, puisque le Japon entier est plongé sous l'emprise de ces Magicals Girls meurtrières. 
Alors qu'il rejoint un groupe de rescapés, lui et ses amis cherchent désespérément un moyen d'échapper aux baguettes magiques maléfiques de ces poupées du Diable. 
Ainsi, le projet "Magical Girl of the End" fut actionné, lorsque Kogami et les autres survivants apparaissent comme des pions dans un jeu cruel.

## Personnages
Kii Kogami (児上 貴衣, Kogami Kii)
Kii Kogami est un jeune lycéen en première année, trouvant la vie banale et trop peu intéressante. Il se dit qu'il devrait sortir avec la plus belle fille de sa classe pour pimenter un peu ses journées. Il regrettera sa routine lorsqu'une Magical Girl à style gothique massacrera toute sa classe sous ses yeux.
Akuta Rintaro (芥 倫太郎, Rintaro Akuta)
Tsukune Fukumoto (福本 つくね, Fukumoto Tsukune)
Fukumoto Tsukune est l'amie d'enfance de Kii Kogami, avec qui elle a quelque peu perdu contact, bien qu'ils soient dans la même classe. C'est une jeune fille de petite taille, et également une proie facile pour le bizutage, dont elle est victime en début d'histoire. Elle semble amoureuse de Kogami.
Sayano Kaede (鞘野 楓, Kaede Sayano)
Yoruka Hanzawa (半沢 夜華, Hanzawa Yoruka)
Hanzawa Yoruka est une élève en deuxième année. Elle fait partie des rescapés du lycée. Elle a une très grosse poitrine, et semble avoir un faible pour Kushiro Ren.
Kushiro Ren (久代 蓮, Ren Kushiro)
Kushino Ren est un rescapé de l'invasion des Magicals Girls. Il apportera son aide à Kogami et sa troupe de survivants, lorsqu'ils arriveront dans un centre commercial, et qu'ils se feront chercher les noises par un policier pervers et déjanté. Il est à l'université, en médecine, et est à la recherche d'un stage. Yoruka lui plait beaucoup.

## Analyse
Pour Jérôme Fréau d'AnimeLand, « détournant les magical girls, icônes kawai par excellence de la pop-culture nippone pour en faire des créatures infernales, l'œuvre a de quoi surprendre ». Tout en relevant l'influence stylistique de Tim Burton, le journaliste souligne la dimension survival horror de la série, notamment à travers l'utilisation du concept des zombies : « particulièrement gore et violente, l'œuvre s'inscrit avant tout dans la grande tradition des mangas d'horreur avec ses scènes de massacres volontairement exagérées et un petit côté ecchi alimentant une atmosphère malsaine et glauque, flirtant plus que de raison avec le grotesque, pour conférer au récit un aspect nanard parfaitement assumé ».

## Liste des volumes

### Saison 1
| no | Japonais         | Japonais          | Français          | Français          |
| no | Date de sortie   | ISBN              | Date de sortie    | ISBN              |
| --- | ---------------- | ----------------- | ----------------- | ----------------- |
| 1 | 8 janvier 2013   | 978-4-253-22026-2 | 28 mai 2014       | 978-2-369-74013-1 |
| Liste des chapitres : - chap. 001 : Kiss For SALOME - chap. 002 : LIVING DEAD - chap. 003 : GATE OPEN - chap. 004 : fortress                                |                  |                   |                   |                   |
| 2 | 8 avril 2013     | 978-4-253-22027-9 | 3 juillet 2014    | 978-2-369-74017-9 |
| Liste des chapitres : - chap. 005 : Stay - chap. 006 : Dead or Alive - chap. 007 : Heavenly Blue - chap. 008 : Time goes by                                 |                  |                   |                   |                   |
| 3 | 8 juillet 2013   | 978-4-253-22028-6 | 25 septembre 2014 | 978-2-369-74023-0 |
| Liste des chapitres : - chap. 009 : Stigma - chap. 010 : LOST REASON - chap. 011 : Time will tell - chap. 012 : Only today                                  |                  |                   |                   |                   |
| 4 | 6 décembre 2013  | 978-4-253-22029-3 | 4 décembre 2014   | 978-2-369-74034-6 |
| Liste des chapitres : - chap. 013 : Métempsycose - chap. 014 : Strike back of PSYCO 1 - chap. 015 : Strike back of PSYCO 2 - chap. 016 : Une goutte de rêve |                  |                   |                   |                   |
| 5 | 7 mars 2014      | 978-4-253-22030-9 | 26 février 2015   | 978-2-369-74043-8 |
| Liste des chapitres : - chap. 017 : PERFECT FUTURE ? - chap. 018 : CRAZY JET - chap. 019 : ONEWAY - chap. 020 : last resort                                 |                  |                   |                   |                   |
| Note : Fin de la première partie de la saison 1. |                  |                   |                   |                   |
| 6 | 8 septembre 2014 | 978-4-253-22031-6 | 28 mai 2015       | 978-2-369-74060-5 |
| Liste des chapitres : - chap. 021 : Missing You - chap. 022 : For the next gate - chap. 023 : VS - chap. 024 : Symphonie numéro 9                           |                  |                   |                   |                   |
| Note : Début de la deuxième partie de la saison 1. |                  |                   |                   |                   |
| 7 | 8 décembre 2014  | 978-4-253-22032-3 | 20 août 2015      | 978-2-369-74075-9 |
| Liste des chapitres : - chap. 025 : Shining Collection - chap. 026 : survive - chap. 027 : Midnight Parade - chap. 028 : WAR ZONE                           |                  |                   |                   |                   |
| 8 | 6 mars 2015      | 978-4-253-22033-0 | 10 décembre 2015  | 978-2-369-74087-2 |
| Liste des chapitres : - chap. 029 : DARK HALF - chap. 030 : Hello, Again - chap. 031 : Le fruit du futur - chap. 031.5 : Another Beginning                  |                  |                   |                   |                   |
| Note : Fin de la deuxième partie de la saison 1 et de la saison en général.                                                                                 |                  |                   |                   |                   |

### Saison 2
Cette fois ci, l'histoire se passe dans le futur, en 2030, et suit de nouveaux protagonistes. Même si cela se passe en 2030, cette deuxième saison est en fait un prologue à la première.
| no | Japonais        | Japonais          | Français        | Français          |
| no | Date de sortie  | ISBN              | Date de sortie  | ISBN              |
| --- | --------------- | ----------------- | --------------- | ----------------- |
| 9 | 8 juillet 2015  | 978-4-253-22034-7 | 10 mars 2016    | 978-2-369-74103-9 |
| Liste des chapitres : - chap. 032 : Le début de la fin - chap. 033 : Fatalité - chap. 034 : Grouillements de cœur - chap. 035 : La graine du démon     |                 |                   |                 |                   |
| 10 | 6 novembre 2015 | 978-4-253-22035-4 | 23 juin 2016    | 978-2-369-74126-8 |
| Liste des chapitres : - chap. 036 : Perte de soi - chap. 037 : Puissance contre puissance - chap. 038 : Celui qui l'a arrêté - chap. 039 : Et après... |                 |                   |                 |                   |
| 11 | 8 avril 2016    | 978-4-253-22037-8 | 27 octobre 2016 | 978-2-369-74161-9 |
| Liste des chapitres : - chap. 040 : Le réveil - chap. 041 : Transfert du noyau - chap. 042 : Redémarrage - chap. 043 : Episode zéro                    |                 |                   |                 |                   |
| Note : Fin de la saison 2. |                 |                   |                 |                   |

### Saison 3
Troisième et dernière saison de Magical Girl of the End, l'histoire reprend là où la première saison s'est arrêtée.
| no | Japonais         | Japonais          | Français        | Français          |
| no | Date de sortie   | ISBN              | Date de sortie  | ISBN              |
| --- | ---------------- | ----------------- | --------------- | ----------------- |
| 12 | 8 juillet 2016   | 978-4-253-22038-5 | 23 février 2017 | 978-2-369-74190-9 |
| Liste des chapitres : - chap. 044 : In the last line - chap. 045 : DUAL SAVIOR - chap. 046 : INSIDIOUS BLACK - chap. 047 : Last mission            |                  |                   |                 |                   |
| 13 | 8 décembre 2016  | 978-4-253-22039-2 | 22 juin 2017    | 978-2-369-74221-0 |
| Liste des chapitres : - chap. 048 : white W - chap. 049 : to the FUTURE - chap. 050 : Lumière de confession - chap. 051 : HELL RIDE                |                  |                   |                 |                   |
| 14 | 8 mars 2017      | 978-4-253-22040-8 | 9 novembre 2017 | 978-2-369-74246-3 |
| Liste des chapitres : - chap. 052 : CROSSING STRANGE - chap. 053 : Magical Girl de la fin - chap. 054 : Genèse -Two despair- - chap. 055 : Humains |                  |                   |                 |                   |
| 15 | 7 juillet 2017   | 978-4-253-22041-5 | 26 avril 2018   | 978-2-369-74266-1 |
| Liste des chapitres : - chap. 056 : Resist fate - chap. 057 : TRASH HERO - chap. 058 : REBUILD COSMIC - chap. 059 : MAD END                        |                  |                   |                 |                   |
| 16 | 8 septembre 2017 | 978-4-253-22042-2 | 5 juillet 2018  | 978-2-369-74305-7 |
| Liste des chapitres : - chap. 060 : |                  |                   |                 |                   |

## Réception
En France, les premiers tomes du manga reçoivent des critiques encourageantes de la presse. Pour 9emeart.com, « Magical Girl of the End est un shōnen décalé, qui sait jouer avec ses propres codes, dans le respect le plus total de ceux-ci. C'est dans sa relecture de la Magical girl que le manga sait devenir accrocheur et prenant, bourré d'action. Du « n'importe quoi » en barre, un concentré assez explosif difficile à classer et définitivement gore ». Pour Paoru.fr, « Magical Girl of the End, premier étendard bien choisi de cette collection WTF, initie une course poursuite aussi loufoque que morbide et surtout sans aucun temps mort ».

### Édition japonaise
Akita Shoten
Magical Girl of the End
1. 1 2  (ja) « Tome 1 »
2. 1 2  (ja) « Tome 2 »
3. 1 2  (ja) « Tome 3 »
4. 1 2  (ja) « Tome 4 »
5. 1 2  (ja) « Tome 5 »
6. 1 2  (ja) « Tome 6 »
7. 1 2  (ja) « Tome 7 »
8. 1 2  (ja) « Tome 8 »
9. 1 2  (ja) « Tome 9 »
10. 1 2  (ja) « Tome 10 »
11. 1 2  (ja) « Tome 11 »
12. 1 2  (ja) « Tome 12 »

### Édition française
Akata
1. 1 2  « Tome 1 »
2. 1 2  « Tome 2 »
3. 1 2  « Tome 3 »
4. 1 2  « Tome 4 »
5. 1 2  « Tome 5 »
6. 1 2  « Tome 6 »
7. 1 2  « Tome 7 »
8. 1 2  « Tome 8 »
9. 1 2  « Tome 9 »
10. 1 2  « Tome 10 »
11. 1 2  « Tome 11 »